# Cantar-Galo
Cantar-Galo era una freguesia portuguesa del municipio de Covilhã, distrito de Castelo Branco.

## Historia
Fue constituida el 29 de agosto de 1989 y fue suprimida el 28 de enero de 2013, en aplicación de una resolución de la Asamblea de la República portuguesa promulgada el 16 de enero de 2013 al unirse con la freguesia de Vila do Carvalho, formando la nueva freguesia de Cantar-Galo e Vila do Carvalho.